# Tytus Czyżewski
Tytus Czyżewski (* 28. Dezember 1880 in Przyszowa; † 5. Mai 1945 in Krakau) war ein polnischer Maler, Dichter und Kunstkritiker. Er war einer der Begründer der Polnischen Formisten.

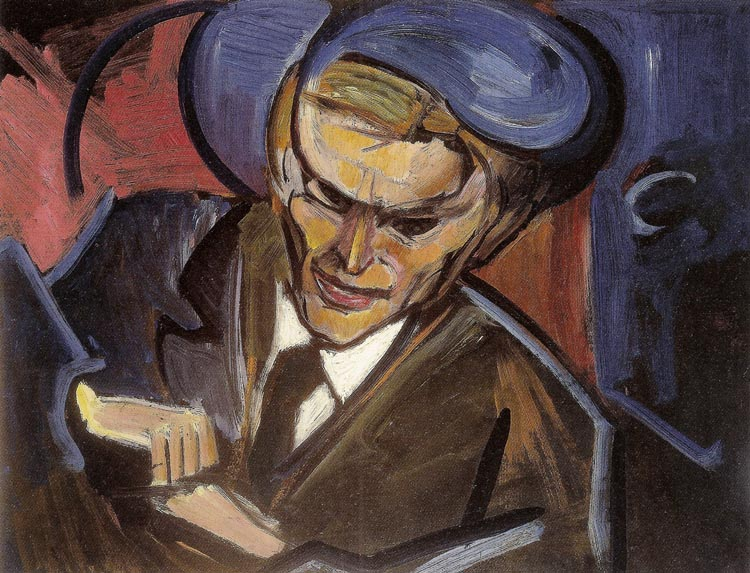
Leon Chwistek: Porträt Tytus Czyżewski (1920)

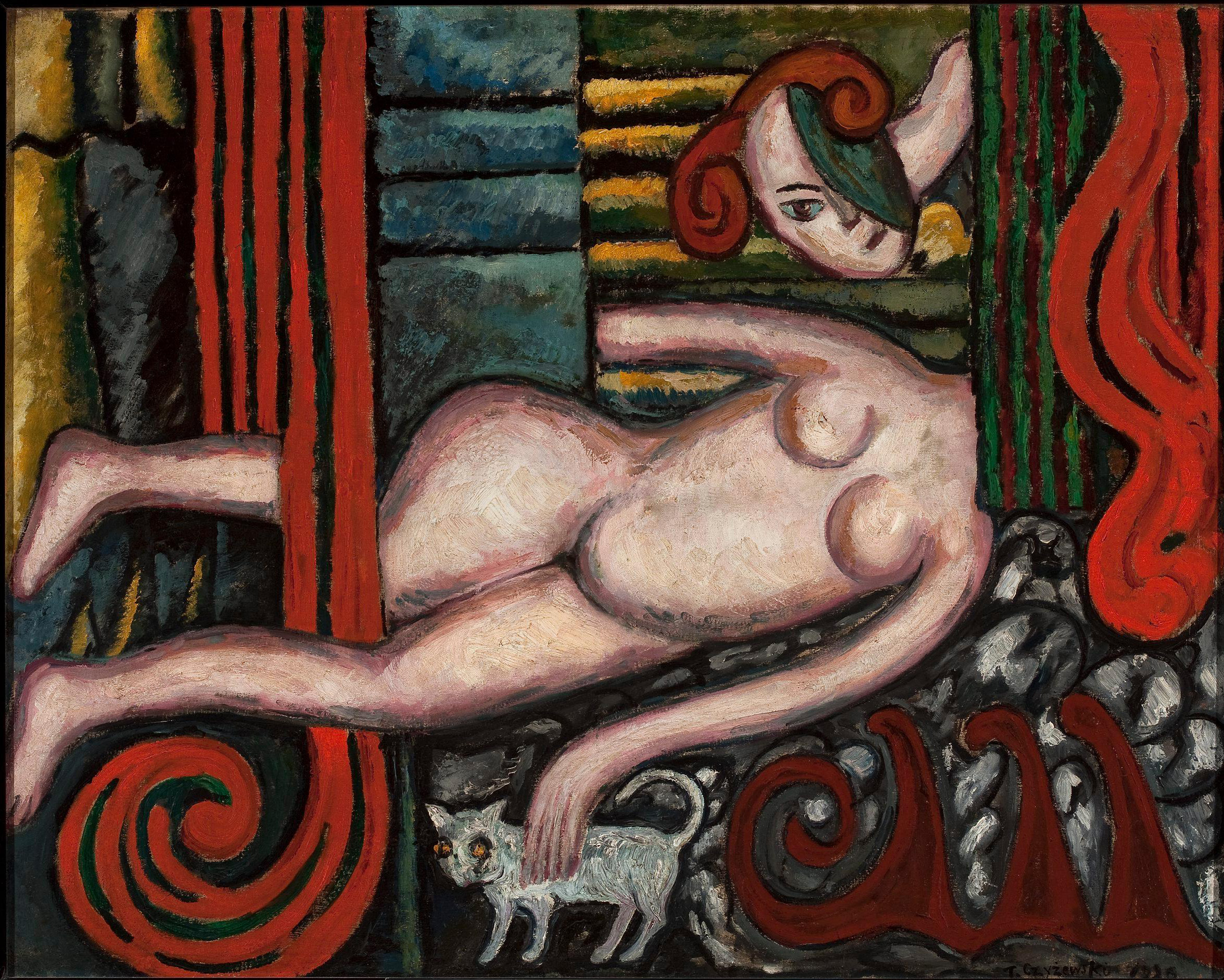
Akt z kotem (1920)

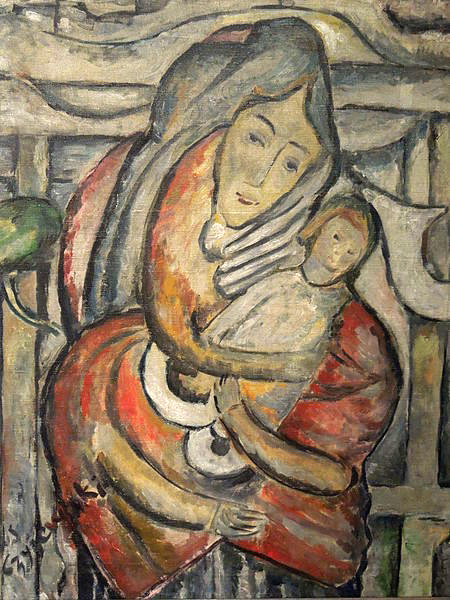
Madonna (1922)

## Leben
Von 1902 bis 1907 studierte Czyżewski an der Kunstakademie in Krakau unter Józef Mehoffer, Józef Unierzyski und Leon Wyczółkowski. Er bereiste Paris und lernte die dortigen Kunstentwicklungen kennen. 1906 stellte er erstmals aus. Sein Stil war von Paul Cézanne and El Greco beeinflusst, deren Werk er bis zu seinem Lebensende verehrte. Nach seiner Rückkehr nach Polen fand er als Kunstlehrer an einer Mittelschule Arbeit.
Die Gesellschaft der Kunstfreunde in Krakau veranstaltete Czyżewskis erste Einzelausstellung im Jahr 1910. Von 1910 bis 1912 lebte der Künstler in Paris und lernte hier die Grundlagen des Kubismus kennen. Bei Ausbruch des Ersten Weltkriegs ging er nach Wien. Im Jahr 1917 organisierte er mit den Brüdern Zbigniew and Andrzej Pronaszko in Krakau eine Ausstellung der Arbeiten polnischer Expressionisten. Eine daraus entstehende Künstlergruppe wurde später als Polnische Formisten bekannt. Bis zum Auseinanderbrechen der Gruppe im Jahr 1922 war Czyżewski einer der Köpfe der Bewegung. Er war Mitherausgeber der Zeitschrift Formiści. Er war außerdem Mitgründer von zwei Clubs polnischer Futuristen („Katarynka“ 1917 und „Gałka Muszkatołowa“ im Jahr 1918) und veröffentlichte den Futuristen nahestehende Gedichte.
Nach dem Ende der Formisten-Bewegung lebte Czyżewski von 1922 bis 1930 in Paris. In dieser Zeit stellte er auf dem Herbst-Salon (1926, 1928), dem Salon des Indépendants (1923, 1924, 1925, 1926) und dem Salon des Tuileries (1926, 1929) aus. Er experimentierte mit surrealistischen Stilen.
Nach seiner Rückkehr nach Polen widmete er sich der Kunstkritik. Er stellte auch weiterhin aus, seine Werke wurden auf Ausstellungen des polnischen Kunst-Propaganda Instituts, auf der „L'Art Vivant en Europe“ in Brüssel (1931), der Weltfachausstellung in Paris (1937), auf Ausstellungen der Künstlergruppe Neue Generation in Lemberg (1932) und der Gruppe Moderner Künstler in Warschau (1933) gezeigt. 1934 wurde er Mitherausgeber der Zeitschrift „Głos Plastyków“ (deutsch: Stimme der Künstler), die den Kolorismus propagierte. 1944 zog er nach Krakau, wo er ein Jahr später starb.